# Álvaro Arzú
Álvaro Enrique Arzú Irigoyen (ur. 14 marca 1946 w mieście Gwatemala, zm. 27 kwietnia 2018 tamże) – gwatemalski polityk, burmistrz stolicy Gwatemali w latach 1986–1990 i ponownie od 2000, prezydent Gwatemali w latach 1996–2000. Doprowadził do porozumienia z partyzantką Gwatemalskiego Zjednoczenia Narodowo-Rewolucyjnego, z której przywódcami podpisał w ostatnich dniach grudnia 1996 układ pokojowy, kończący wojnę domową.